# جام حذفی فوتبال آلمان ۱۲–۲۰۱۱
جام حذفی فوتبال آلمان ۲۰۱۲–۲۰۱۱ یا دی اف بی پوکال ۲۰۱۲-۲۰۱۱،شصت و نهمین جام حذفی فوتبال آلمان بود که با حضور شصت و چهار تیم در شش مرحله انجام شد و در نهایت با قهرمانی بروسیا دورتموند به پایان رسید

## فینال
دیدار نهایی این رقابتها در تاریخ ۱۲ می ۲۰۱۲ بین تیمهای بروسیا دورتموند و بایرن مونیخ برگزار شد که در نهایت دورتموند موفق شد با نتیجه ۵ بر ۲ بایرن مونیخ را شکست دهد و قهرمان شود

## آقای گل
رابرت لواندوفسکی مهاجم لهستانی بروسیا دورتموند با هفت گل آقای گل این رقابتها شد